# Made in France (film)
Pour les articles homonymes, voir Made in France (homonymie).
Pour plus de détails, voir Fiche technique et Distribution.
Made in France est un film français réalisé par Nicolas Boukhrief.
Ce film, tourné en 2014, est le sixième film du réalisateur, et a pour principaux interprètes Malik Zidi, Dimitri Storoge, François Civil, Nassim Si Ahmed et Ahmed Dramé.
Sa sortie sur les écrans, initialement prévue pour le 18 novembre 2015, puis repoussée en janvier 2016 à la suite des attentats du 13 novembre 2015, est finalement annulée, au profit d'une diffusion directe en vidéo à la demande (VoD) le 29 janvier 2016.

## Synopsis
Le film relate l'histoire de Sam, un journaliste français qui profite de sa culture musulmane pour infiltrer les milieux intégristes de la banlieue parisienne, en particulier une cellule djihadiste parisienne qui a reçu pour ordre de semer le chaos dans la capitale.
Pour les besoins de son enquête, le reporter pénètre sans retenue le quotidien de ces jeunes embrigadés par Al-Qaïda, qu'il se retrouve empêché de quitter, la police ayant besoin de ces informations...

## Fiche technique
- Titre : Made in France
- Réalisation : Nicolas Boukhrief
- Scénario : Nicolas Boukhrief, Éric Besnard
- 1er assistant-réalisateur : Thomas Tréfouël
- 2e assistante-réalisatrice : Juliette Crété
- Décors : Arnaud Roth
- Photographie : Patrick Ghiringhelli
- Musique : Rob (Robin Coudert)
- Montage : Lydia Decobert
- Montage son : Aymeric Devoldere et Sébastien Pierre
- Mixage : Steven Ghouti
- Production : Clément Miserez et Matthieu Warter
- Coproduction : James Velaise
- Directeur de post-production : Mélodie Robert
- Sociétés de production : Radar Films et Pretty Pictures
- Pays d'origine :  France
- Genre : drame, policier, thriller
- Durée : 89 minutes
- Date de sortie : 
  -  France : 29 janvier 2016, en VoD
- Avertissement des scènes peuvent choquer

## Distribution
- Malik Zidi : Sam
- Dimitri Storoge : Hassan
- François Civil : Christophe
- Nassim Si Ahmed : Driss
- Ahmed Dramé : Sidi
- Franck Gastambide : Dubreuil
- Judith Davis : Laure
- Nailia Harzoune : Zora
- Nicolas Grandhomme : Herbelin
- Assaad Bouab : l'imam
- Malek Oudjail : Ahmed
- Laurent Alexandre : l'homme tatoué

## Polémique
Le film a été tourné avant les attentats de janvier 2015 en France,. Bien que prêt début 2015, compte tenu de son sujet sensible en lien direct avec l'actualité, le film — produit par Canal+ — n'est finalement pas distribué en salles,, même si la société de distribution cinématographique parisienne Pretty Pictures avait prévu sa sortie sur les écrans le 18 novembre 2015. Le film, diffusé directement en vidéo à la demande (VoD) le 29 janvier 2016, évoque une série d'attentats à travers la capitale, dont le déroulement est similaire au mode opératoire réel du vendredi 13 novembre 2015.
Quelques séances spéciales seront également programmées dans certains cinémas indépendants français durant l'année 2016.

## Titre
Le film s'appelait initialement L'Enquête mais un thriller réalisé par Vincent Garenq est sorti en France dès février 2015 sous ce même nom : L'Enquête.

## Affiche
L'affiche du film présente une image intégrant un fusil d'assaut Kalachnikov AK-47 se confondant avec la tour Eiffel, le monument parisien le plus représentatif de la France dans le monde entier. Lorsqu'elle paraît, elle est qualifiée d'« affiche choc » par les médias. Sa diffusion dans le métro parisien débute le jeudi 12 novembre, à la veille des attentats du 13 novembre. À la suite de ces derniers, la RATP prend immédiatement la décision de stopper la campagne d'affichage, avant que la société de distribution elle-même n'en fasse la demande. Les affiches sont retirées dans la journée du samedi 14.